# Kriegerdenkmal Saubach (Gerichtsanteil)

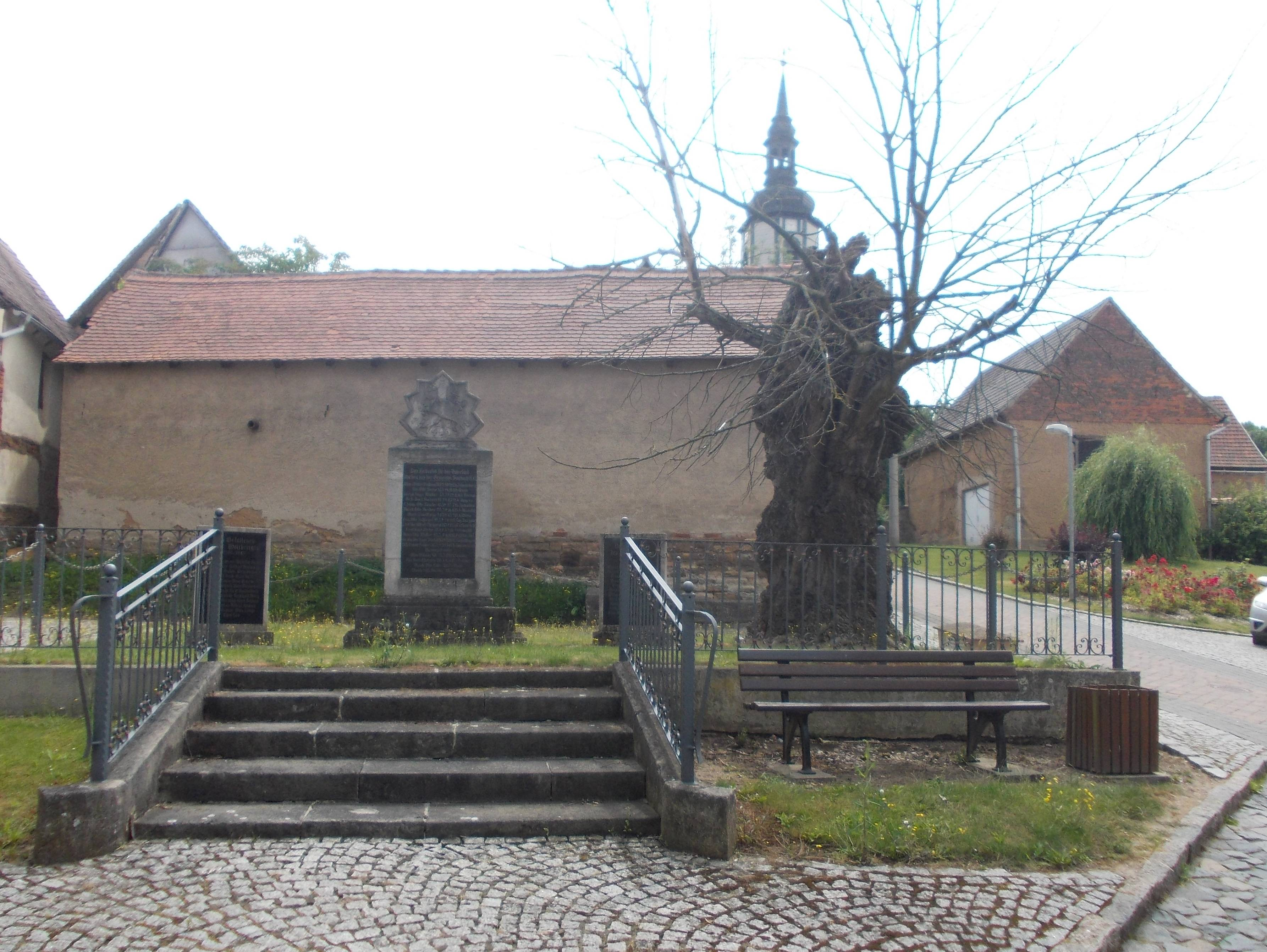
Kriegerdenkmal Saubach im ehemaligen Gerichtsanteil

Das Kriegerdenkmal Saubach Gerichtsanteil ist ein denkmalgeschütztes Kriegerdenkmal in der Ortschaft Saubach der Gemeinde Finneland in Sachsen-Anhalt. Im örtlichen Denkmalverzeichnis ist der Gedenkstein unter der Erfassungsnummer 094 83881 als Baudenkmal verzeichnet.
Das Kriegerdenkmal liegt an der Bahnhofstraße, nördlich der St.-Jacobi-Kirche, in Saubach. Das Kriegerdenkmal besteht aus drei rechteckigen Stelen die bis auf ihre Größe und einige Details identisch sind. Die Größte der drei Stelen ist das Denkmal für die Gefallenen des Ersten Weltkriegs. Diese Stelle wird von einem Stern gekrönt. An ihr befinden sich zwei Gedenktafeln. Die Inschrift der Gedenktafel an der Vorderseite lautet 1914 - 1918 Den Heldentod für das Vaterland starben aus der Gemeinde Saubach G. A. und die der Rückseite Den Toten zur Ehrung, den Lebenden zur Erinnerung, den kommenden Geschlechtern zur Mahnung. Links und Rechts der großen Stele befinden sich die beiden kleinen Stelen. Diese wurden zur Erinnerung an die Gefallenen des Zweiten Weltkriegs errichtet. Auch an diesen Stelen befinden sich Gedenktafeln. Die Inschrift der Gedenktafeln lautet Den Gefallenen des 2. Weltkrieges 1939 - 1945 sowie die Namen der Gefallenen.
Neben diesem Kriegerdenkmal befindet sich noch ein weiteres Kriegerdenkmal im ehemaligen Amtsanteil des Ortes.

## Quelle
- Kriegerdenkmal Saubach Gerichtsanteil, abgerufen am 30. August 2017.